# 等持院
等持院（とうじいん）是位在日本京都府京都市北區的臨濟宗天龍寺派寺院。山號「萬年山」（まんねんざん）。本尊釋迦牟尼佛、開基（創立者）為足利尊氏、開山（初代住持）為夢窗疎石。等持院是足利將軍家的菩提寺，有足利尊氏之墓和足利歷代將軍木像。也是知名作家水上勉的幼年修行之地。

## 關連項目
- 足利三代木像梟首事件